# Richia cyttarta
Richia cyttarta là một loài bướm đêm trong họ Noctuidae.